# Klein Althammer
Klein Althammer (polnisch Stara Kuźnia) ist ein Ort in der Landgemeinde Birawa im Powiat Kędzierzyńsko-Kozielski der Woiwodschaft Opole (Oppeln) in Polen.

## Geographie
Das Straßendorf Klein Althammer liegt acht Kilometer östlich von Birawa, zwölf Kilometer südöstlich von Kędzierzyn-Koźle (Kandrzin-Cosel) und 50 Kilometer südöstlich von Opole in der Nizina Śląska (Schlesische Tiefebene) inmitten weitläufiger Waldgebiete. Durch das Dorf fließt die Łącza (Latschaer Wasser), ein rechter Zufluss der Bierawka.
Nachbarorte von Klein Althammer sind im Südwesten Ortowitz (Ortowice) und im Südosten Jakobswalde (Kotlarnia).

## Geschichte

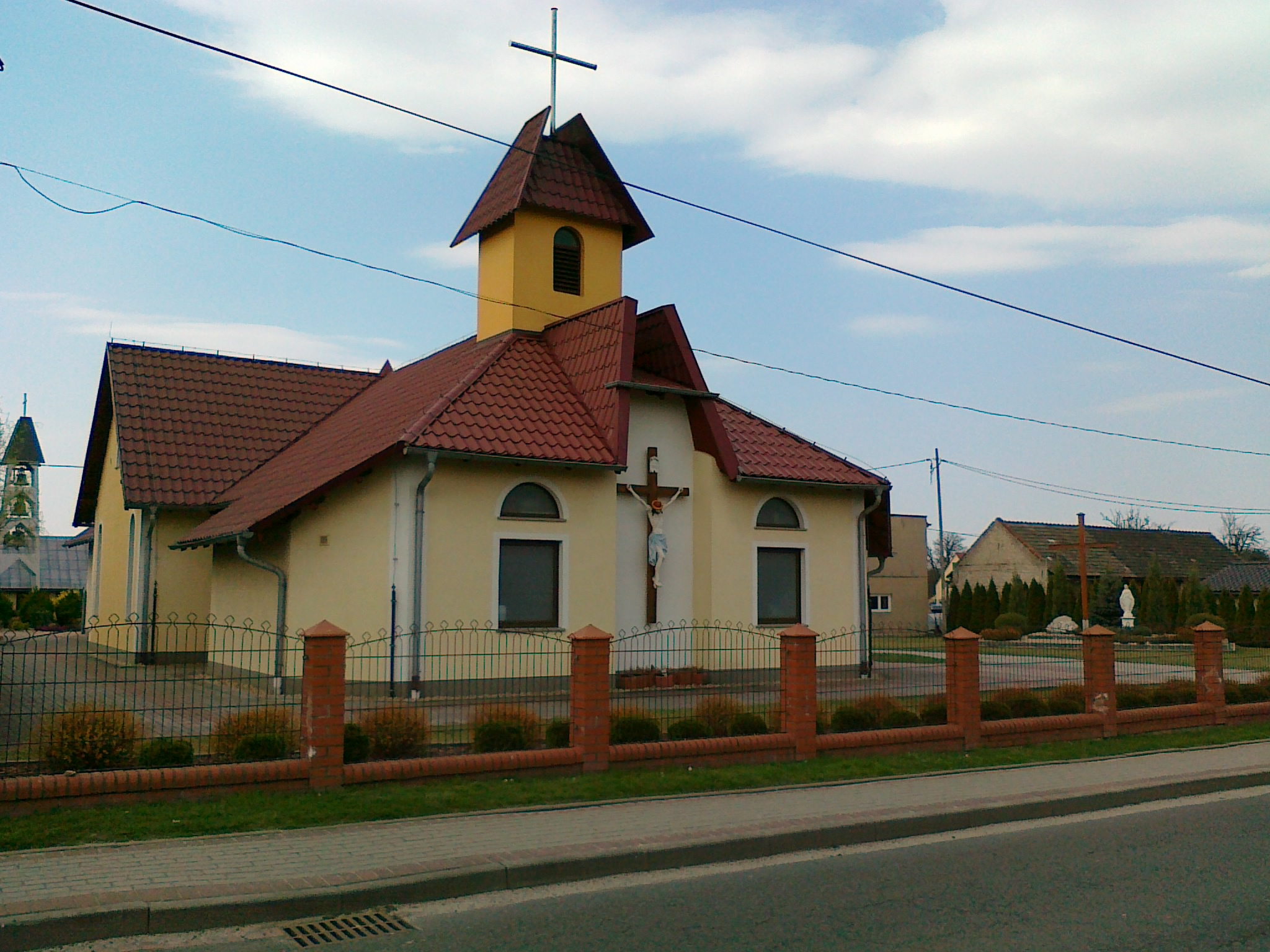
Herz-Jesu-Kirche

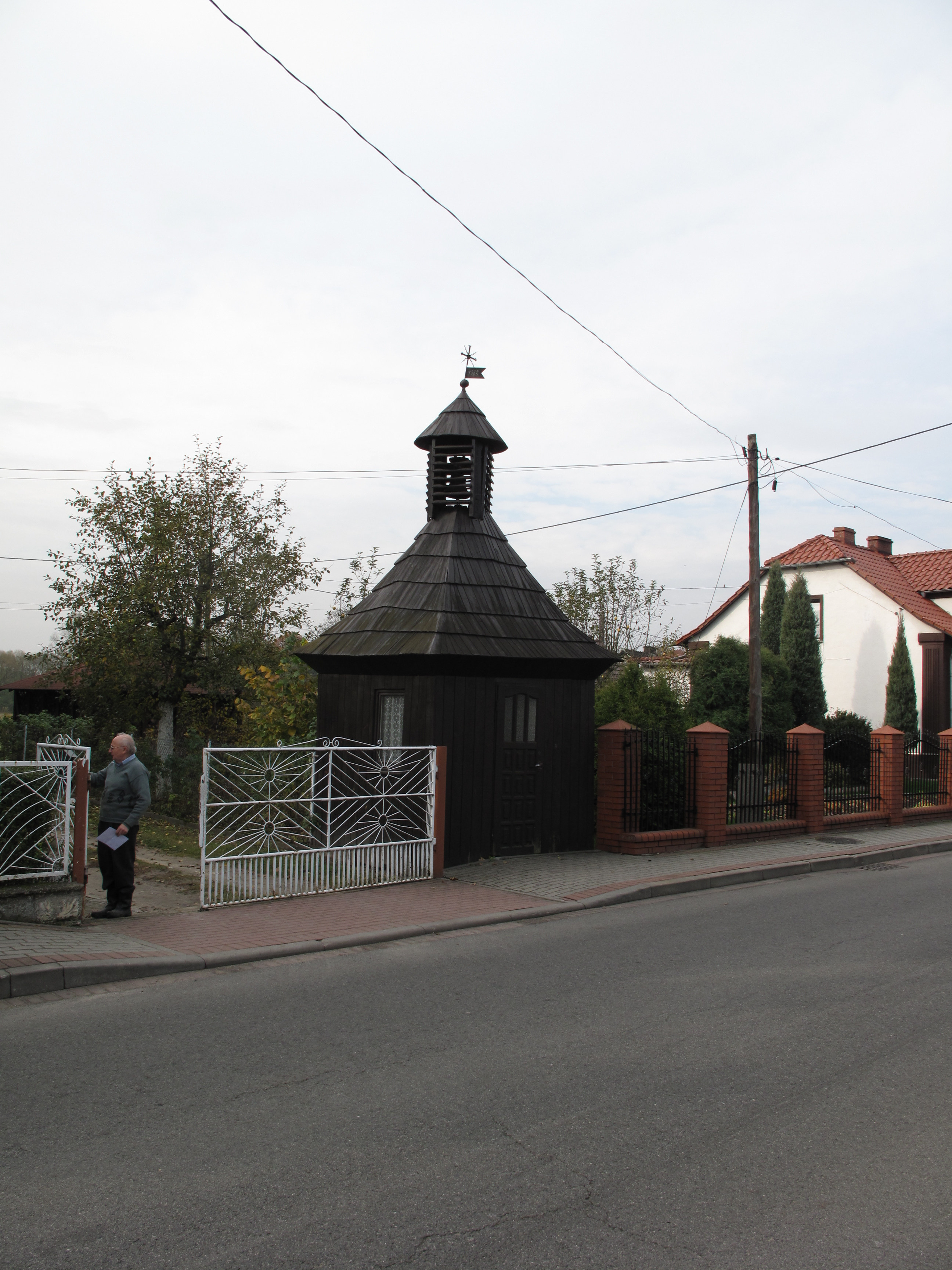
Wegekapelle

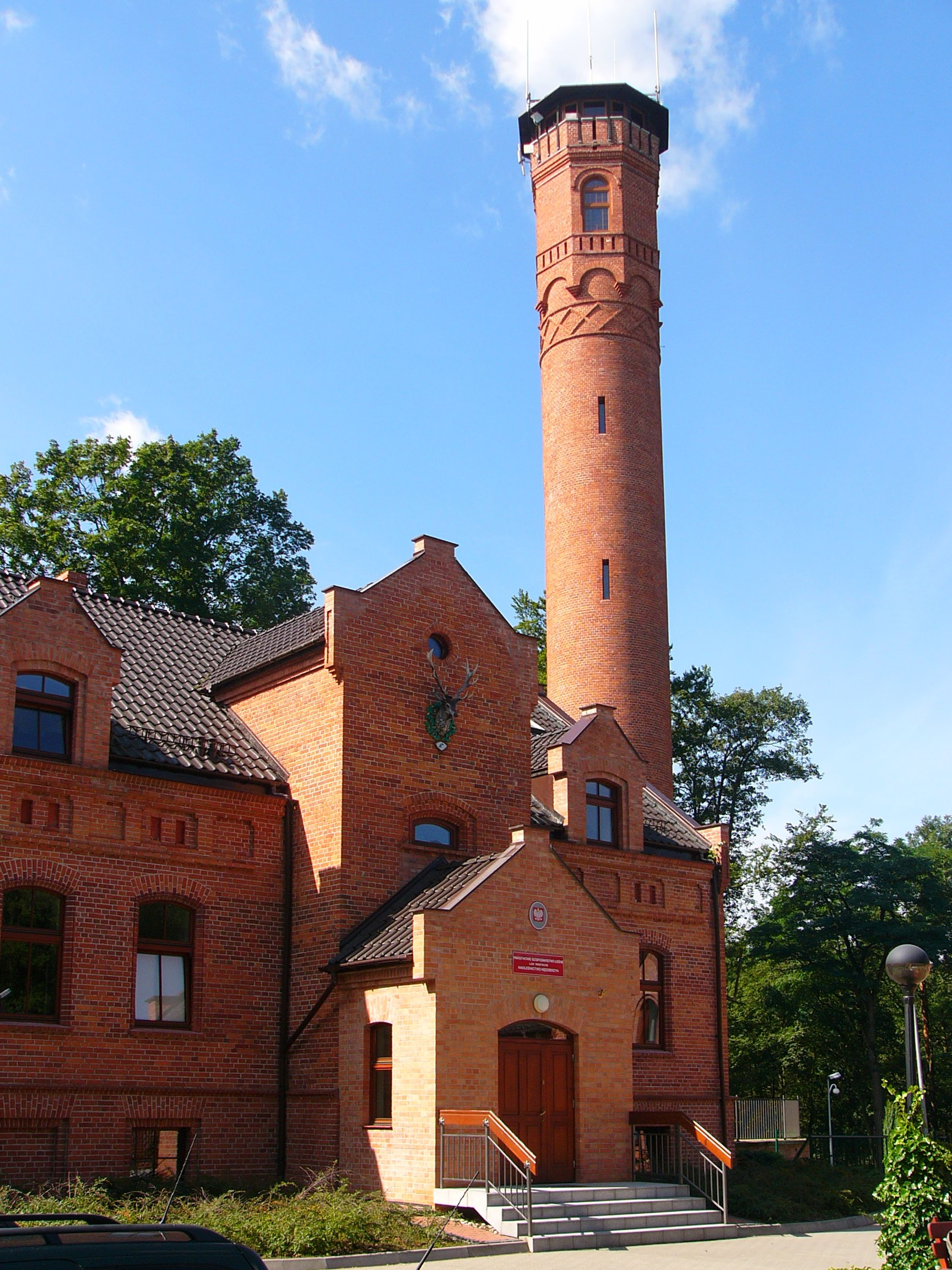
Feuerwachturm

Klein Althammer entstand im frühen 19. Jahrhundert. Ab 1818 gehörte die Landgemeinde Klein Althammer zum Landkreis Cosel, mit dem es bis 1945 verbunden blieb. Mitte des 19. Jahrhunderts gehörte Klein Althammer dem Fürsten August zu Hohenlohe-Öhringen.
1865 bestand Klein Althammer aus einer Landgemeinde und einem Dominium, zwei Gärtnern und vier Häuslern und 33 Häuslerstellen, zwei Mahlmühlen und einer Brettmühle mit zwei Sägegattern. Eingeschult waren die Schüler nach Ortowitz. 1874 wurde der Amtsbezirk Slawentzitz gebildet, dem die Landgemeinden Alt Cosel, Birawa, Brzezetz, Goschütz, Jacobswalde, Kandrzin-Pogorzelletz, Klein Althammer, Lenartowitz, Libischau, Medar-Blechhammer, Miesce, Ortowitz, Sackenhoym, Slawentzitz mit Slawentzitz Kolonie und die Gutsbezirke Alt Cosel, Birawa, Brzezetz, Goschütz, Jacobswalde, Kandrzin-Pogorzelletz, Klein Althammer, Lenartowitz, Libischau, Medar-Blechhammer, Miesce, Ortowitz und Slawentzitz eingegliedert wurden. 1885 zählte der Ort 399 Einwohner.
Bei der Volksabstimmung in Oberschlesien am 20. März 1921 stimmten 122 Wahlberechtigte für einen Verbleib Oberschlesiens bei Deutschland und 114 für eine Zugehörigkeit zu Polen. Klein Althammer verblieb nach der Teilung Oberschlesiens beim Deutschen Reich. 1933 zählte Klein Althammer 768, 1939 waren es 731 Einwohner.
Als Folge des Zweiten Weltkrieges fiel KleinAlthammer mit dem größten teil Schlesiens 1945 an Polen und wurde in Stara Kuźnia umbenannt. 1945–1950 gehörte es zur Woiwodschaft Schlesien, danach zur Woiwodschaft Opole. 1975 wurde der Powiat Kozielski aufgelöst; 1999 wurde der Powiat Kędzierzyńsko-Kozielski gegründet. Am 23. April 2007 wurde in der Landgemeinde Birawa Deutsch als zweite Amtssprache eingeführt. Am 10. Januar 2011 erhielt der Ort zusätzlich den amtlichen deutschen Ortsnamen Klein Althammer.

## Sehenswürdigkeiten
- Römisch-katholische Herz-Jesu-Kirche (Kościół Najświętszego Serca Pana Jezusa)
- Hölzerne Wegekapelle aus dem Jahr 1690 mit einer barocken Figur des böhmischen Landesheiligen Johannes Nepomuk
- Försterei mit mehreren Häusern aus dem 19. Jahrhundert mit roten Ziegelfassaden und einem Aussichts- bzw. Feuerwachturm

## Vereine
- Deutscher Freundschaftskreis
- Freiwillige Feuerwehr OSP Stara Kuźnia
- Fußballverein LZS Stara Kuźnia